# Ulcera solitaria del retto
Per ulcera solitaria del retto, in medicina, si intende un'ulcera presente nella mucosa del retto, generalmente dell'ampolla rettale, spesso associata con prolasso completo od occulto (interno) dello stesso retto.

## Epidemiologia e storia
L'evento colpisce indistintamente gli esseri umani di qualunque età e sesso, anche se la sua incidenza aumenta nel secondo e terzo decennio di età dell'individuo.

## Patogenesi
I fattori eziologici non sono chiari, ma si manifesta in seguito ad una cronica difficoltà nell'atto della defecazione ( stipsi cronica ) dell'individuo, "aumentato tono pressorio del canale anale e in un'alta percentuale di pazienti con intussuscezione retto-anale"
Tale sforzo continuo traumatizza la mucosa, creando una lesione vicino al margine anale (5–10 cm da esso)

## Clinica

### Segni e sintomi
Fra i sintomi e i segni clinici si riscontrano la rettorragia, il dolore anale e la mucorrea.

### Complicanze
Spesso si riscontrano prolasso totale e sindrome del pubo-rettale.

### Esami di laboratorio e strumentali
- Endoscopia
- Defecografia

## Terapia
La presenza dell'ulcera solitaria del retto è tra le complicanze che indicano che una stipsi non è generica o lieve ma che invece siamo di fronte a una stipsi cronica che necessita di un intervento medico e un trattamento mirato: "La terapia è diretta al trattamento della stipsi con riduzione della consistenza delle feci dure/caprine e, in presenza di defecazione dissinergica, con riabilitazione del sinergismo addomino-pelvico" 
Il trattamento mira a correggere le abitudini intime della persona, mentre in casi più gravi, con patologie che hanno portato alla nascita dell'ulcera, si procede chirurgicamente con l'eliminazione della causa.